# Dryomys laniger
Dryomys laniger es una especie de roedor de la familia Gliridae.

## Distribución geográfica
Es endémica de Turquía. 